# Прокл из Поццуоли

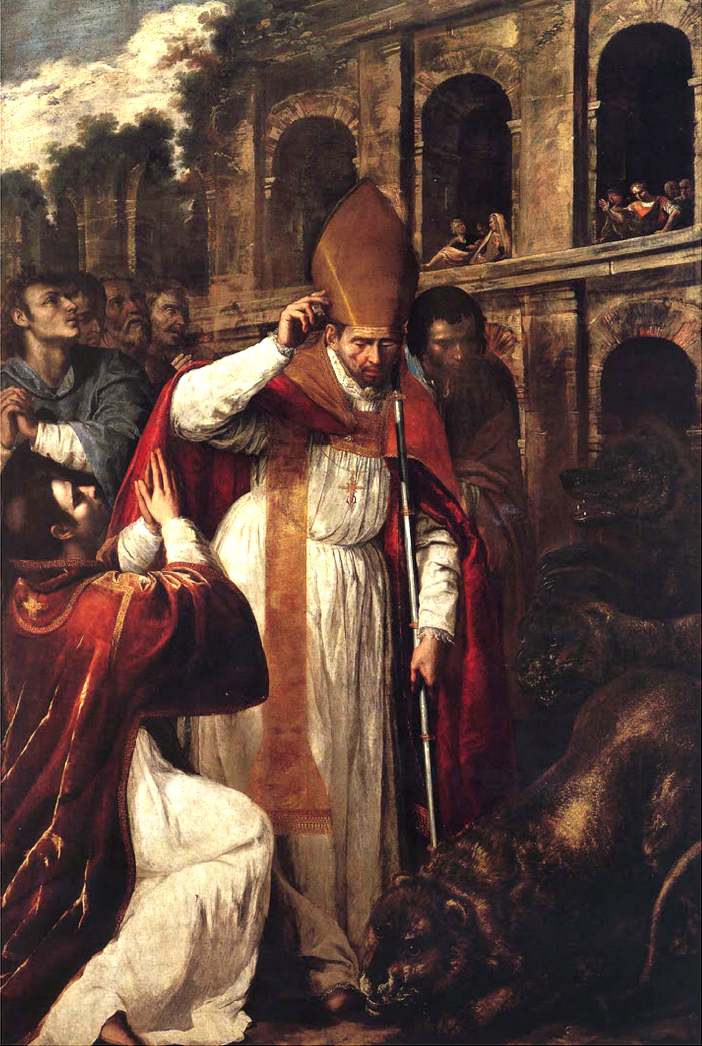
Святой Прокл (слева внизу) и святой Ианнуарий, Артемизия Джентилески

Прокл (погиб 19 сентября 305 года) — святой мученик из Путеол. Дни памяти — 18 октября, 16 ноября (в Поцуолли).
Святой Прокл считается одним из мучеников Путеольских, пострадавших во время гонений при императоре Диоклетиане.
Среди них следует упомянуть священномученика Ианнуария, епископа Беневенто, который, как и остальные шесть «товарищей по вере», был приговорен к казни через усечение главы на форуме вулканов, что в Сольфатаро, рядом с Путеолами.